# Sistema Informativo Nazionale Federato delle Infrastrutture
Il Sistema Informativo Nazionale Federato delle Infrastrutture (SINFI) è un catasto nazionale delle infrastrutture e delle reti del sottosuolo e del sopra suolo.
Il SINFI, istituto nel 2016, è un progetto dato dal connubio tra tecnologia WebGis, know-how della società Infratel (società in-house del Ministero dello Sviluppo Economico) e dell'impianto normativo che lo definisce e regola (la Direttiva 2014/61/UE, il Decreto Legislativo 33/2016 ed il Decreto Ministeriale del Ministero dello Sviluppo Economico dell'11 maggio 2016).
Con più di 200 milioni di oggetti già censiti, si tratta del maggior sistema WebGIS esistente in Italia e del primo caso di catasto nazionale delle infrastrutture al mondo.